# エド・グリーンウッド
エド・グリーンウッド（Ed Greenwood 1959年7月21日-）は、カナダのファンタジー作家。ゲーム世界「フォーゴトン・レルム」の創造者。

## 歴史

### 生い立ち、フォーゴトン・レルムの創造
グリーンウッドは、トロント郊外の高級住宅街ドンミルズで育った。彼は、1960年代半ばの子供時代から「フォーゴトン・レルム（レルム）」の物語を書き始めた。そこは彼にとって「剣と魔法の物語の夢の空間」であった。グリーンウッドはレルムを、地球も含む「多元宇宙 」の中の並行世界の一つとして考えていた。彼は、そのような世界が人類の神話や伝説の源であると想像した。
グリーンウッドは1975年に、テーブルトークRPG（TRPG）の『ダンジョンズ&ドラゴンズ（D&D）』に出会い、すぐに常連プレイヤーとなった。 彼はレルムをキャンペーンの舞台として使用し、「ウォーターディープ」と「シャドウデイル」という架空の地を中心にキャンペーンを行った。そこは、後の彼の作品でも重要な地となった。グリーンウッドによれば、プレイヤー達の細部への拘りが、レルムの設定を更に発展させる原動力となった。彼らは、それがより現実に見えるよう"誠実な仕事"や"個人的活動"に取り組み、軽いキャンペーンを遥かに超えたものになるまで続けた。
1979年の定期刊行誌第30号から、グリーンウッドは『ドラゴン』誌にレルムを舞台とした一連の記事を掲載し、最初の記事は「Curst」として知られるモンスターに関するものであった。彼が『ドラゴン』で書いた記事には、魔法のアイテムやモンスター、呪文について、しばしば魔法使いエルミンスターが登場し説明していた。

### TSRへの協力
1986年、アメリカのゲーム出版社TSRは『アドバンスト・ダンジョンズ&ドラゴンズ（AD&D）』用の新しいキャンペーン・セッティングを探し始め、ジェフ・グラブにグリーンウッドが『ドラゴン』の記事で使用したセッティングについて調べるよう命じた。グリーンウッドによれば、グラブは彼に「あなたは、これを適当に作っているんですか？それとも、本当に巨大なキャンペーン世界を持っているんですか？」と尋ね、彼は両方に「イエス」と答えたという。TSRは、壮大なドラゴンランスよりも、フォーゴトン・レルムの方が自由度の高い設定になると考え、AD&D第2版の既成キャンペーンとしてレルムを選んだ。
グリーンウッドはプロジェクトに加わることに同意し、レルムの資料を公式出版のために準備し始めた。 彼はTSRに鉛筆書きのノートと地図を詰めた段ボール数十箱を送り、彼の小説を出版するという約束と、5,000ドルという報酬で、TSRにレルムに関するすべての権利を売却した。翌年、グリーンウッドと共著者のグラブは、『Forgotten Realms Campaign Set』（1987）を執筆・出版した。
このキャンペーン設定は大成功を収め、グリーンウッドはその後数十年にわたってレルムの進化に関わり続けた。彼はその後、数多くのフォーゴトン・レルム小説を執筆した。
1996年から1997年にかけて、TSRが深刻な財政難に陥ったとき、グリーンウッドは立て直しのため無償で資料を書くことを申し出た。これに反応はなかったが、1997年にウィザーズ・オブ・ザ・コースト（WotC）がTSRを買収して財政が安定した後、CEOのピーター・アドキソンは、グリーンウッドが勤務していた図書館に直接電話をかけ、レルム作品の執筆を続けるよう勧めた。グリーンウッドは、「できる限りレルムの執筆を続けたい」と答えた。
グリーンウッドは、気に入っているレルム関連作品として、ジェフ・グラブと書いた小説『Cormyr』、『Volo's Guides』、『Seven Sisters』、『The Code of the Harpers』、『City of Splendors』のような、レルムの豊かさと色彩を与えるもの、そして『Drow of the Underdark』や『Ruins of Undermountain』のような、多くのゲーマーが有用と感じたものなどだとしている。
グリーンウッドはまた、『ドラゴン』の寄稿編集者やクリエイティブ・エディターも務めている。

## 私生活、その他の活動
グリーンウッドは『ドラゴン』や『ポリヘドロン・ニュースジン』に200以上の記事を掲載し、Role Playing Game Association （RPGA）ネットワークの終身チャーター・メンバーであり、Gen Con Game Fairの主賓として何度も参加している。彼はTSRで35作以上の小説を執筆し、他の出版社からも200冊以上の書籍やゲーム製品を執筆、共同執筆、寄稿している。彼はまた、『All Flesh Must Be Eaten』を題材にしたアンソロジー『The Book of All Flesh』（2001年）にも寄稿しており、ロールプレイングゲーム『Sentinels Silver Age』を題材にした短編も執筆している。グリーンウッドのファンタジ系セッティング「Castlemourn」 は、Margaret Weis Productionsから出版された。彼はファンタジー作家のリン・アビーと、Mornmistファンタジー設定の共同制作者でもある。
グリーンウッドは最もレルムのアクセサリに貢献し、詳細な『Volo's Guide』シリーズを含む多くの著書を執筆し、彼自身のキャンペーンのダンジョンマスターも続けている。WotCのウェブサイトでは、コラム「Realmslore」を定期的に執筆している。
これらの活動に加え、グリーンウッドは図書館員（時には司書）として働き、10誌以上の小出版誌の編集を手がけている。コンベンションに出席していない時は、オンタリオの田舎にある古い農家に住んでいる。
1998年現在、グリーンウッドはオンタリオ湖畔のアップルグローイング・カントリーに住み、1974年から変わらずNorth York Community Libraryでフルタイムで働いている。そして、散発的ではあるものの、彼が始めたのと同じコア・グループで、オリジナルのウォーターディープ・キャンペーンを続けている。

## Castlemourn
Castlemournは、グリーンウッドによるD&Dのためのキャンペーン・セッティングである。Margaret Weis Productionsは、このセッティングを『A Player's Guide to Castlemourn』（2006）で出版物に導入し、その後d20システムベースの『Castlemourn Campaign Setting』（2007）を出版し、その後同社は「the second Free RPG Day」の一環として『Castlemourn Cortex System Quickstart』（2008）をリリースし、その後展開を終了した。

### 設定
Castlemournは過去を探し求める土地である。人々は自分たちの出自も、歴史の偉大さも、この地を飲み込んだ暗黒時代をもたらした災厄も知らない。今より300年ほど前に、「Realm of Castles」と呼ばれる、輝く塔と驚異に満ちた不思議な地が存在した。伝説によれば、堕落したクリーチャーとの大きな戦争がこの地を破壊し、焼け焦げた廃墟と崩れ落ちた城塞が残された。この地に起こったことが何であれ、あまりに悲惨なものだったため、神々はこの地を "封鎖 "した。何者もCastlemournを離れることは許されず、冒険家、トレジャーハンター、探求者たちが、遺物や工芸品、過去の手がかりを求めてこの地を探し回る。Castlemournは黙示録的なファンタジーであり、そこでは王国が政治的陰謀や戦争を通じて権力を争い、勇者は危険な廃墟に運命を求め、誰もが自分たちの土地に影を落とす言いようのない悪を恐れている。

### 種族
Castlemournでは、ハーフオークを除くコア種族のほとんどを見ることができる。ただし、基本的な能力はすべて変化している。
- ドワーフ: ドワーフはコア設定と同じく、頑健な鉱夫種族である。しかし彼らは世界を幻影として認識するため、幻影の影響を受けやすいが、現実の危険は幻影であるかのように無視することができる。
- エルフ: エルフは森のしなやかなクリーチャーで、光を放ち、そのため他者からほとんど隠れることができない。
- ハーフ・エルフ: エルフの祖先と同じように光り輝くが、その光はより弱い。
- ハーフリング: 小柄な種族で、魔法アイテムの製造を得意とする。
- ノーム: ノームは小さなヒューマノイドで、人生の中で大きな仕事をすることを誓う。
- Godaunts: 他の種族から見下されている獰猛な獣。ハーフオークに相当する。
- Thaele: 吸血鬼のような謎めいた種族。

### クラス
D&Dのコア・クラスの他に1つだけ追加クラスがある「buccaneer」である。buccaneerは海賊であり、海を渡り歩く荒くれ者である。上級クラスは、dusked、faithless one、rhymesword、servant of the Seven、truesword knight、waymasterの6つがある。

## 受賞歴
グリーンウッドは1984年のGen Con AD&D Open tournamentで「best player」を受賞したほか、ゲームデザインでGamer's Choice Awardsやオリジン賞を複数受賞している。1992年にはGamer's Choice殿堂入り、2003年にはAcademy of Adventure Gaming殿堂入りを果たした。2017年にOrder of Cramaheを受章。Port Hope Civic Awards Arts & Culture Award 2019を受賞。2022年にCanadian Science Fiction and Fantasy Association殿堂入りを果たした。

## バイオグラフィ
- Shandril's Saga
  - Spellfire (1987)
  - Crown of Fire (1994)
  - Hand of Fire (2002)
- エルミンスターシリーズ
  - Elminster – The Making of a Mage (1994)
  - Elminster in Myth Drannor (1997)
  - The Temptation of Elminster (1998)
  - Elminster in Hell (2001)
  - Elminster's Daughter (2004)
  - Spellstorm (2015)
  - Death Masks (2016)
- The Shadow of the Avatar Trilogy
  - Shadows of Doom (Greenwood novel)|Shadows of Doom (1995)
  - Cloak of Shadows (1995)
  - All Shadows Fled (1995)
- The Cormyr Saga
  - Cormyr: A Novel (1996)
  - Death of the Dragon (2000)
- The Harpers
  - Crown of Fire (1994)
  - Stormlight (novel)|Starlight (1996)
- Double Diamond Triangle Saga
  - The Mercenaries (novel)|The Mercenaries (1998)
  - The Diamond (novel)|The Diamond (1998)
- Sembia
  - "The Burning Chalice" - The Halls of Stormweather: A Novel In Seven Parts (2000)
- The Knights of Myth Drannor Trilogy
  - Swords of Eveningstar (2006)
  - Swords of Dragonfire (2007 8月)
  - The Sword Never Sleeps ( 2008 11月)
- The Sage of Shadowdale series
  - Elminster Must Die (2010 8月)
  - Bury Elminster Deep (2011 8月)
  - Elminster Enraged (2012 8月)
- The Sundering
  - The Herald (2014)
- Other titles
  - Silverfall: Stories of the Seven Sisters (1999)
  - Death Masks (Forgotten Realms novel)|Death Masks (2016)

### アンソロジー小説
- "One Comes Unheralded, to Zirta" - originally written in 1967, published in Best of the Realms 2 (2005);
- "Elminster at the Mage Fair" - Realms of Valor (1993);
- "So High A Price" - Realms of Infamy (1994);
- "The Eye of the Dragon" - Realms of Magic (1995);
- "A Slow Day In Skullport" - Realms of the Underdark (1996);
- "The Whispering Crown" - Realms of the Arcane (1997);
- "The Place Where Guards Snore at their Posts" - Realms of the Deep (2000);
- "When Shadows Come Seeking A Throne" - Realms of Shadow (2002)
- "The Keeper of Secrets" - Realms of the Dragons (2004)
- "Tears so White" - Realms of the Elves (2006)
- "Too Many Princes" - Realms of War (2008)
- "The Many Murders of Manshoon" - Realms of the Dead (2010)
- "Lord of the Darkways" - Untold Adventures (2011)

### フォーゴトン・レルム以外の小説
- Band of Four Series
  - The Kingless Land (トーア・ブックス 2000)
  - The Vacant Throne (トーア・ブックス 2001)
  - A Dragon's Ascension (トーア・ブックス 2002)
  - The Dragon's Doom (トーア・ブックス 2003)
  - The Silent House: A Chronicle of Aglirta (トーア・ブックス 2004)
- Falconfar Series
  - Dark Lord (Solaris Books 2007)
  - Arch Wizard (Solaris Books 2008)
  - Falconfar (Solaris Books 2010)
- Novel of Niflheim Series
  - Dark Warrior Rising: A Novel of Niflheim (トーア・ブックス 2007)
  - Dark Vengeance (トーア・ブックス 2008)
- Pathfinder Tales Series
  - The Wizard's Mask (パイゾ・パブリッシング 2013)
- The Iron Assassin (トーア・ブックス 2015)
- Hellmaw Series
  - Hellmaw: Your World Is Doomed! (The Ed Greenwood Group 2016)
  - Hellmaw: Throckmorton's Trick (The Ed Greenwood Group 2017)
  - Hellmaw: My Talons In Her Throat (The Ed Greenwood Group 2017)
- Stormtalons Series
  - Words Of Unbinding (The Ed Greenwood Group 2016)
- Folklore: The Affliction Series
  - Folklore: The Affliction: The Whispering Skull (The Ed Greenwood Group 2017)
- Come Octember  (Haunted Castle Press 2018)

### その他フィクション・アンソロジー、寄稿など
- "The Sword of Dreams" - Tales From Tethedril (1998)
- "The Witch of the Dawn" - Be Afraid! (2000)
- "The Shadow of a Sword" - The Doom of Camelot (2000)
- "One Last, Little Revenge" - The Book of All Flesh (2001)
- "Writhe, Damn You" - Northern Horror (2002)
- "No Stars to Steer By" - Oceans of Space (2002)
- "All One Under the Stars" - The Bakka Anthology (2002)
- "O Silent Knight of Cards" - Be Very Afraid! (2002)
- "The Secret in the Cellar" - The Book of Final Flesh (2003)
- "The Man In The Wall" - Path of the Just (2003)
- "The Fallen Star" - Children of the Rune (2004)
- "Stormsong" - Summoned by Destiny I: Realms of Wonder (2004)
- "The Mad Mohj of Onteth" - The Dragons' Return (2005)
- "Wrathclaw's Wyrmtide" - We Three Dragons (2005)
- "Beowulf and the Wraith" - The Further Adventures of Beowulf: Champion of Middle Earth (2006)
- "It Came From the Swamp" - Astounding Hero Tales (2006)
- "Oroon Rising" - Wizards of the Coast (2006)
- "King Harrowhelm" - Heroes in Training (2007)
- "Secrets" - Dragons of Krynn (2007)
- "Father Maims Best" - Catopolis (2008)
- "What Dreams May Go" - Lilith Unbound (2008)
- "How Fear Came To Ornath" - Worlds of Their Own (2008)
- "A Perfect Night to Watch Detroit Burn" - Grants Pass (2009)
- "Rescuing the Elf Princess Again" - Gamer Fantastic (2009)
- "Edge of Moonglow" - Tesseracts Fifteen: A Case of Quite Curious Tales (2011)
- "Biting a Dead Man's Hand" - First Contact: Digital Science Fiction Anthology 1 (2011)
- "My Silent Slayer" - Heir Apparent: Digital Science Fiction Anthology 4 (2011)
- "Daggers in her Garters" - Beauty Has Her Way (Dark Quest Books) (2011)
- "Best Served Flash-Frozen" - Foreshadows: The Ghosts of Zero (2012)
- "Midnight Knight" - The New Hero (2012)
- "A Girl and Her Scaly Bits" - The Awakened (2013)
- "Fae Blades for the Dread Duke" - By Faerie Light (2013)
- "A Matter of Knives" - Pathfinder Tales (2013)
- "Kheltae's Bright Scheme" - Tournament of Death (2014)
- "The Sword of the Lord" - Arcane Synthesis (2014)
- "Ghosts Galore" - Cadaver Bone (2014)
- "The Dragon" - Gods, Memes, and Monsters (2015)
- "The Magpie" - Gods, Memes, and Monsters (2015)
- "The Haunting of the Lordly Lion" - The Bard's Tale: Stories and Recipes From The Black Dragon Inn (2015)
- "Many Tentacles, Reaching" - The Awakened II (2016)
- "My Doom May Come Soon" - Champions of Aetaltis (2016)
- "Wolves Run By Night" - The Awakened Modern (2017)
- "Under the Queen's Throne" - Art of War (2018)
- "Three Aces for the Dancer" - Rocket Age Anthology 1: Tales of the Solar System (2018)
- "Words to Die For" - Sisterhood of the Blade (2018)
- Creatures from Fairy-Tale and Myth (2019)

### アンソロジー編集
- When the Hero Comes Home (edited by Ed Greenwood and Gabrielle Harbowy) – Dragon Moon Press (2011)
- When the Villain Comes Home (edited by Ed Greenwood and Gabrielle Harbowy) – Dragon Moon Press (2012)
- Women In Practical Armor (edited by Ed Greenwood and Gabrielle Harbowy) – Evil Girlfriend Media (2017)

### ロールプレイングゲーム
- 1st edition Dungeons & Dragons
  - Forgotten Realms Campaign Set (1987), a box set of material for running Dungeons & Dragons campaigns set in the Realms; since re-published various times for new editions.[5]
  - City System (1988), an extensive collection of maps of the city of Waterdeep.[5]
- 2nd edition Advanced Dungeons & Dragons
  - Haunted Halls of Eveningstar
- 5th Edition Dungeons & Dragons
  - The Border Kingdoms: A Forgotten Realms Campaign Supplement with Alex Kammer (Dungeon Masters Guild, June 2018)[15]
  - Elminster's Candlekeep Companion with Anthony Joyce, Justice Arman, M.T. Black, Jeremy Forbing, Trevor Armstrong, Laura Hirsbrunner (Dungeon Masters Guild, April 2020)[16][17]
  - Darkhold: Secrets of the Zhentarim with Justice Arman, M.T. Black, Anthony Joyce, Celeste Conowitch, Jeremy Forbing, Sadie Lowry, Noah Grand, Brittney Hay, Gabriel Hicks, Laura Hirsbrunner, Amber Litke, Jessica Marcrum, Kienna Shaw (Dungeon Masters Guild, August 2020)[18][19]
  - Rashemen - Campaign Guide with Joe Raso, Andrew Bishkinskyi, Blaise Wigglesworth, Bryan Holmes, Emily Harmon, Florian Emmerich, Jean Lorber, Karl Resch, Lydia Van Hoy, Steve Fidler, V.J. Harris (Dungeon Masters Guild, September 2021)[20][21]
  - Thay: Land Of The Red Wizards with  Alex Kammer, Alan Patrick (Dungeon Masters Guild, February 2022)[22][23]

### コンピュータゲーム
- J.R.R. Tolkien's The Lord of the Rings, Vol. II: The Two Towers
- Eye of the Beholder III: Assault on Myth Drannor
- Pool of Radiance: Ruins of Myth Drannor
- ミストラリアの魔術師

### グリーンウッド作品の批評、レビュー
The Iron Assassin
- Sakers, Don (July–August 2015). “The Reference Library”. Analog Science Fiction and Fact 135 (7&8):  185–188.

## メディア出演
グリーンウッドは以下のポッドキャスト、新聞・雑誌記事、ウェブサイト、ポッドキャストに出演している。

### ポッドキャスト
- Open Design No. 004: Dwarves of the Ironcrags.[24] Ed provides the voice for the introduction to this show.
- RPG Countdown: 29 July 2009 episode[25] (Kobold Quarterly 010)
- Dungeon Masters Block: Episode 69 & 70[26]
- Worldcasting: Episode 12[27] (by Worldbuilding Magazine)
- A Role to Play: The Patron Saint of RPGs: Episodes 4,[28] 5,[29] 6[30]
- Epic Realms Podcast - Multiple Episodes [31]

### 雑誌
- "To Believe the Magic Is Real: A Conversation with Ed Greenwood". Clarkesworld Magazine, December 2008.[32]
- Interview with Ed Greenwood, Cryptych Issue 1/IV, February 1994 ISBN 1-883773-03-2

### ラジオインタビュー
- Sounds Like Canada: August 28, 2007 episode[33]